# Strada statale 302 (Croazia)
D302 è una strada statale della Croazia. Essa collega l'autostrada A9 con Parenzo per una lunghezza totale è di 10,0 km.

## Percorso
La strada ha inizio sullo svincolo dell'autostrada A9 come continuo della strada statale 48. Termina sulla circonvallazione di Parenzo dopo aver passato i paesi di Ladrovicci, Sbandai, Buicci, Cadumi (Kadumi) e Varvari.

## Tratta declassificata
La tratta di strada compresa tra la circonvallazione di Parenzo e l'ex tracciato della strada statale 75 è stata declassificata a seguito dello spostamento del tracciato della D75 sulla nuova via. È tuttora in attesa di una nuova classificazione (come strada regionale) la tratta declassificata.